# اوتاگاوا کونیسادای دوم
اوتاگاوا کونیسادای دوم (歌川国貞؛ ۱ ژانویهٔ ۱۸۲۳ – ۲۰ ژوئیهٔ ۱۸۸۰) نقاش اهل ژاپن بود.